# Yalova (Provinz)
Yalova ist eine Provinz der Türkei am Marmarameer. Ihre Hauptstadt ist das gleichnamige Yalova.
Die Provinz entstand am 6. Juni 1995 durch das Gesetz Nr. 550 aus Teilen der damaligen Provinzen Istanbul (heute: 4 Kreise), Bursa (heutiger Kreis Armutlu) und Kocaeli (heutiger Kreis Altınova). Sie hat 276.050 Einwohner (Stand Ende 2020) auf einer Fläche von 799 km². Sie grenzt im Süden an die Provinz Bursa und im Osten an die Provinz Kocaeli, im Westen bildet das Marmarameer die Seegrenze. 

## Verwaltungsgliederung
Die Provinz ist in sechs Landkreise (auch Bezirke, İlçe) gegliedert:
| Kreis- code 1  | Landkreis      | Fläche 2 (km²) | Bevölkerung (2020) 3 | Bevölkerung (2020) 3       | Anzahl der Einheiten   | Anzahl der Einheiten  | Anzahl der Einheiten | Dichte (Ew./km²) | städt. Anteil (in %) | Sex Ratio 4 | Grün- dungs- da- tum 5, 6 |
| Kreis- code 1  | Landkreis      | Fläche 2 (km²) | Landkreis (İlçe)     | Verwal- tungssitz (Merkez) | Gemein- den (Belediye) | Stadt- viertel (Mah.) | Dörfer (Köy)         | Dichte (Ew./km²) | städt. Anteil (in %) | Sex Ratio 4 | Grün- dungs- da- tum 5, 6 |
| -------------- | -------------- | -------------- | -------------------- | -------------------------- | ---------------------- | --------------------- | -------------------- | ---------------- | -------------------- | ----------- | ------------------------- |
| 2019           | Altınova       | 113            | 30.780               | 8.217                      | 4                      | 9                     | 12                   | 272,4            | 86,40                | 871         | 1995                      |
| 2020           | Armutlu        | 166            | 9.901                | 7.265                      | 1                      | 3                     | 5                    | 59,6             | 73,38                | 945         | 1995                      |
| 2022           | Çiftlikköy     | 136            | 44.808               | 37.618                     | 2                      | 8                     | 9                    | 329,5            | 92,96                | 1000        | 1995                      |
| 2021           | Çınarcık       | 178            | 34.699               | 18.428                     | 4                      | 13                    | 4                    | 194,9            | 91,11                | 1009        | 1995                      |
| 2026           | Termal         | 67             | 6.532                | 3.167                      | 1                      | 2                     | 2                    | 97,5             | 48,48                | 846         | 1995                      |
| 1716           | Yalova Merkez  | 139            | 149.330              | 128.933                    | 2                      | 16                    | 11                   | 1074,3           | 92,24                | 1015        |                           |
| PROVINZ Yalova | PROVINZ Yalova | 799            | 276.050              |                            | 14                     | 51                    | 43                   | 345,5            | 89,85                | 988         |                           |

## Bevölkerung
Zum Zensus 2011 betrug das Durchschnittsalter in der Provinz 34,1 Jahre (Landesdurchschnitt: 29,6), wobei die weibliche Bevölkerung durchschnittlich 1,2 Jahre älter als die männliche war (34,7 — 33,5).

### Ergebnisse der Bevölkerungsfortschreibung
Nachfolgende Tabelle zeigt die jährliche Bevölkerungsentwicklung am Jahresende nach der Fortschreibung durch das 2007 eingeführte adressierbare Einwohnerregister (ADNKS). Außerdem sind die Bevölkerungswachstumsrate und das Geschlechterverhältnis (Sex Ratio d. h. Anzahl der Frauen pro 1000 Männer) aufgeführt.

Der Zensus von 2011 ermittelte 205.664 Einwohner, das sind über 37.000 Einwohner mehr als beim Zensus 2000.

| Jahr   | Bevölkerung am Jahresende | Bevölkerung am Jahresende | Bevölkerung am Jahresende | Wachstums- rate der Be- völkerung (in %) | Geschlechter verhältnis (Frauen auf 1000 Männer) | Rang (unter den 81 Provinzen) |
| Jahr   | gesamt                    | männlich                  | weiblich                  | Wachstums- rate der Be- völkerung (in %) | Geschlechter verhältnis (Frauen auf 1000 Männer) | Rang (unter den 81 Provinzen) |
| ------ | ------------------------- | ------------------------- | ------------------------- | ---------------------------------------- | ------------------------------------------------ | ----------------------------- |
| 2020   | 276.050                   | 138.860                   | 137.190                   | 1,87                                     | 988                                              | 65                            |
| 2019   | 270.976                   | 135.909                   | 135.067                   | 3,33                                     | 994                                              | 65                            |
| 2018   | 262.234                   | 131.403                   | 130.831                   | 4,39                                     | 996                                              | 66                            |
| 2017   | 251.203                   | 125.569                   | 125.634                   | 3,95                                     | 1001                                             | 66                            |
| 2016   | 241.665                   | 120.605                   | 121.060                   | 3,71                                     | 1004                                             | 68                            |
| 2015   | 233.009                   | 116.150                   | 116.859                   | 2,87                                     | 1006                                             | 68                            |
| 2014   | 226.514                   | 113.053                   | 113.461                   | 2,90                                     | 1004                                             | 68                            |
| 2013   | 220.122                   | 110.142                   | 109.980                   | 3,93                                     | 999                                              | 69                            |
| 2012   | 211.799                   | 105.963                   | 105.836                   | 2,55                                     | 999                                              | 70                            |
| 2011   | 206.535                   | 102.935                   | 103.600                   | 1,37                                     | 1006                                             | 70                            |
| 2010   | 203.741                   | 101.662                   | 102.079                   | 0,60                                     | 1004                                             | 71                            |
| 2009   | 202.531                   | 101.357                   | 101.174                   | 2,59                                     | 998                                              | 70                            |
| 2008   | 197.412                   | 99.037                    | 98.375                    | 8,61                                     | 993                                              | 71                            |
| 2007   | 181.758                   | 90.246                    | 91.512                    | —                                        | 1014                                             | 74                            |
| 2000 1 | 168.593                   | 88.750                    | 79.843                    |                                          | 900                                              | 77                            |

### Bevölkerungszahlen der Landkreise
Die Werte von 2000 basieren auf der Volkszählung, die restlichen (2007–2018) sind Bevölkerungsangaben am Jahresende, ermittelt durch die Fortschreibung im 2007 eingeführten Einwohnerregister (ADNKS)
| Landkreis       | 2000    | 2007    | 2008    | 2009    | 2010    | 2011    | 2012    | 2013    | 2014    | 2015    | 2016    | 2017    | 2018    | 2019    | 2020    |
| --------------- | ------- | ------- | ------- | ------- | ------- | ------- | ------- | ------- | ------- | ------- | ------- | ------- | ------- | ------- | ------- |
| Altınova        | 22.801  | 20.916  | 23.563  | 23.235  | 23.171  | 22.686  | 23.148  | 23.567  | 24.333  | 24.140  | 24.896  | 26.510  | 28.232  | 29.237  | 30.780  |
| Armutlu         | 7.858   | 7.210   | 7.821   | 8.025   | 7.826   | 7.823   | 7.732   | 8.562   | 8.619   | 8.492   | 8.688   | 8.848   | 9.625   | 9.543   | 9.901   |
| Çiftlikköy      | 24.789  | 24.046  | 25.630  | 26.239  | 26.769  | 27.640  | 28.854  | 30.784  | 32.423  | 34.094  | 35.628  | 36.895  | 39.110  | 41.882  | 44.808  |
| Çınarcık        | 21.650  | 22.085  | 27.682  | 25.892  | 24.488  | 24.488  | 25.629  | 27.384  | 27.535  | 28.092  | 29.417  | 32.590  | 34.076  | 34.343  | 34.699  |
| Termal          | 5.404   | 4.630   | 5.107   | 5.086   | 5.016   | 4.900   | 4.957   | 5.807   | 5.934   | 5.869   | 6.029   | 6.048   | 6.784   | 6.903   | 6.532   |
| Merkez          | 86.091  | 102.871 | 107.609 | 114.054 | 116.471 | 118.998 | 121.479 | 124.018 | 127.670 | 132.322 | 137.007 | 140.312 | 144.407 | 149.068 | 149330  |
| Summe Provinz00 | 168.593 | 181.758 | 197.412 | 202.531 | 203.741 | 206.535 | 211.799 | 220.122 | 226.514 | 233.009 | 241.665 | 251.203 | 262.234 | 270.976 | 276.050 |